# بازوچ-او-هولم
بازوچ-او-هولم (به فرانسوی: Bazoches-au-Houlme) یک کمون (فرانسه) در فرانسه است که در canton of Putanges-Pont-Écrepin واقع شده‌است. بازوچ-او-هولم ۲۸٫۶۴ کیلومتر مربع مساحت دارد ۱۸۳ متر بالاتر از سطح دریا واقع شده‌است.